# Saint-Urbain-Premier
Saint-Urbain-Premier es un municipio de la provincia de Quebec en Canadá. Es una de las ciudades pertenecientes al condado regional de Beauharnois-Salaberry y, a su vez, a la región de Vallée-du-Haut-Saint-Laurent en Montérégie.

## Geografía
El territorio de Saint-Urbain-Premier se encuentra ubicado entre los municipios de Mercier al norte, Saint-Isidore al noreste, Saint-Rémi al este, Sainte-Clotilde al sureste, Saint-Chrysostome al suroeste, Très-Saint-Sacrement al oeste y Sainte-Martine al noroeste. Tiene una superficie total de 53,59 km² cuyos 53,58 son tierra firme.

## Política
Está incluso en el MRC de Beauharnois-Salaberry. El consejo municipal está compuesto por 6 consejeros sin división territorial. La alcaldesa actual (2015) es Francine Daigle. Forma parte de las circunscripciones electorales de Huntingdon a nivel provincial y de Beauharnois−Salaberry a nivel federal.

## Demografía
Según el censo de Canadá de 2011, había 1148 personas residiendo en esta ciudad con una densidad de población de 21,6 hab./km². Los datos del censo mostraron que de las 1129 personas censadas en 2006, en 2011 hubo un aumento de 19 habitantes (1,7 %). El número total de inmuebles particulares resultó de 462. El número total de viviendas particulares que se encontraban ocupadas por residentes habituales fue de 447.